# Mestre Tito
Tito de Camargo Andrade, ou Mestre Tito, (África Central, c. 1818 — Campinas, 1882) foi africano da nação cabinda escravizado para o Brasil. Foi pajem do capitão-mor Floriano Camargo Penteado e com a morte deste, em 1838, se tornou  escravizado da esposa do capitão, Delfina Camargo.  Neste período ele já era casado com Joana e tinha uma filha chamada Gabriela. Em 1868, Mestre Tito conseguiu juntar o dinheiro para compra de sua própria alforria e de sua esposa Joana . Após a liberdade dedicou sua vida para arrecadar fundos para a construção da capela do santo de sua devoção, São Benedito. Ao não ser acometido gravemente pelas epidemias que assolaram a cidade de Campinas na segunda metade do século XIX, fez uma promessa de pedir esmolas pela cidade para a construção do templo. Ele não chegou a ver inaugurada a igreja  pela qual dedicou parte de sua vida. Com sua morte em 1882, Anna de Campos Gonzaga, esposa de um médico da cidade levou a frente as arrecadações e em 13 de outubro de 1885, a Igreja São Benedito foi inaugurada.
Mestre Tito provavelmente trabalhou tanto com um escravizado doméstico como na lavoura cafeeira. Ele também fazia chapéus de palha e cestos de coco que eram muito procurados e lhe rendiam algum dinheiro. Foi como a venda destes trabalhos manuais que ele conseguiu juntar dinheiro para comprar sua alforria em 1868, da sua esposa  Joana e de seus filhos. Mestre Tito também era reconhecido pela população com um curandeiro. A partir da liberdade, adotou o sobrenome de seus antigos escravagistas, Camargo Andrade.
Está sepultado no Cemitério da Saudade.